# ISO 3166-2:AU

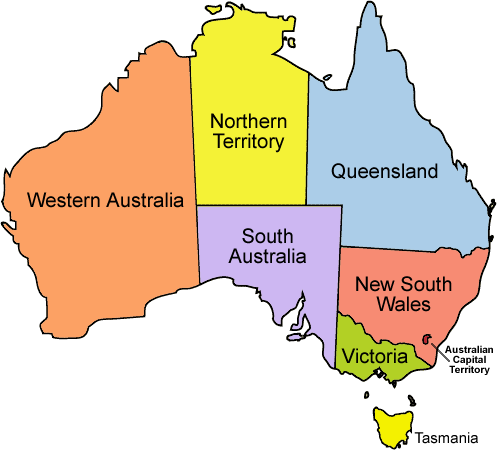
Administrativní mapa dělení státu Austrálie

Kódy ISO 3166-2 pro Austrálii identifikují 6 států a 2 teritoria (stav v roce 2015). První část (AU) je mezinárodní kód pro Austrálii, druhá část sestává z dvou či tří písmen identifikujících stát nebo teritorium.

## Seznam kódů
| Kod    | Subjekt                   | Hlavní město | Typ subjektu |
| ------ | ------------------------- | ------------ | ------------ |
| AU-ACT | Teritorium hlavního města | Canberra     | teritorium   |
| AU-NSW | Nový Jižní Wales          | Sydney       | stát         |
| AU-NT  | Severní teritorium        | Darwin       | teritorium   |
| AU-QLD | Queensland                | Brisbane     | stát         |
| AU-SA  | Jižní Austrálie           | Adelaide     | stát         |
| AU-TAS | Tasmánie                  | Hobart       | stát         |
| AU-VIC | Victoria (Austrálie)      | Melbourne    | stát         |
| AU-WA  | Západní Austrálie         | Perth        | stát         |